# Karin Åström
Karin Birgitta Åström, född 19 juni 1953 i Skellefteå, är en svensk politiker (socialdemokrat). Hon var ordinarie riksdagsledamot 2004–2014, invald för Norrbottens läns valkrets.
Karin Åström kom in i riksdagen mitt i en mandatperiod då hon ersatte Anders Sundström. Hon var ledamot i konstitutionsutskottet och i näringsutskottet. Åström har varit ordförande i arbetarekommunen i Överkalix och var 2009–2015 ordförande för partidistriktet i Norrbottens län.
I augusti 2013 meddelade Åström att hon inte skulle ställa upp för omval som politiker, och i oktober blev hon utnämnd till president för Nordiska rådet för år 2014.
Karin Åström har tidigare arbetat som socialsekreterare.